# Sobótka (ognisko)

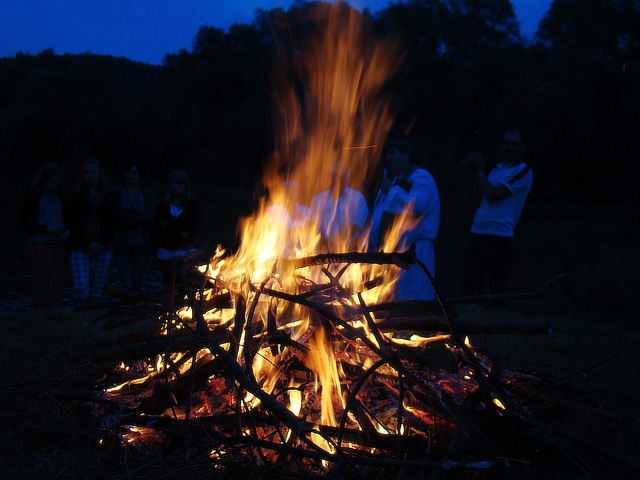
Wieczór świętojański z modlitwą i śpiewem przy zapalanej sobótce nad Sanem.

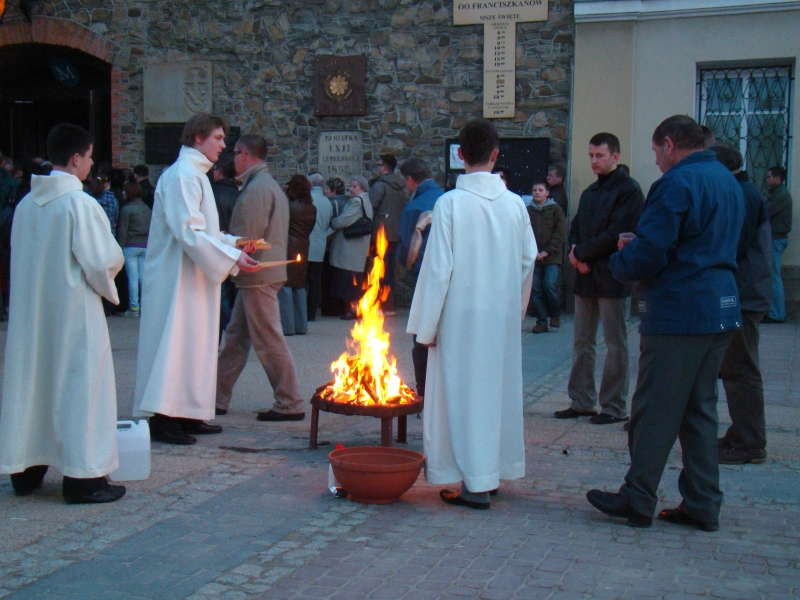
Święcenie ognia w Wielką Sobotę

Sobótka (l. mn. sobótki), niem. Feuerbrauchtum, na daw. Rusi żywahń, carahn – polska nazwa dużych ognisk palonych podczas świąt: 
- święta ludowego „ludorum ritum” obchodzonego w noc letniego przesilenia Słońca 21–22 czerwca[3], np. w Noc Kupały;
- z 23 na 24 czerwca w noc świętojańską[4] czyli wigilię dnia św. Jana Chrzciciela (fr. feu de la Saint-Jean, wł. fuochi di San Giovanni daw. sabatina)
- w wigilię św. Piotra i Pawła
- w okresie Zielonych Świątek[5]
- oraz Wielką Sobotę[6] (Peaskefjoer, Påskbrasa, niem. Osterfeuer).

## Początki zwyczaju
Święto i zwyczaj o podobnym charakterze istniały na terytorium imperium rzymskiego oraz historycznych Włoch, gdzie nazywane było sobatiną, (Parilia) na cześć bogini Pales i rocznicy założenia Rzymu, w Panonii palilią. W kręgu kultury celtyckiej święta Beltane (”powrót słońca”) i związanego z nim rytuału składania ofiar z Wierzbina, również zapożyczonej we wschodniej Polsce z Rusi Nocy Kupały;, w niektórych częściach Rosji na cześć Jaryła (Ярило) oraz Żywii (por. Siwa).
Zwyczaj znany wszystkim ludom Europy. W Polsce upamiętniony literacko w XVI wieku przez Jana Kochanowskiego. Kościół, nie mogąc wykorzenić z obyczajowości ludowej corocznych obchodów pogańskiej Sobótki, podjął próbę zasymilowania święta z obrzędowością chrześcijańską. 
Ogień w tradycji kultury towarzyszy również takim wydarzeniom jak Nowy Rok, niem. Osterfeuer (palenie Judasza), Noc Walpurgi oraz Halloween.
Obecnie zwyczaj kultywowany jest w miastach i wsiach jako obchody ludyczne.

## Pochodzenie nazwy
Etymologia niejasna. Palenie sobótek połączone było z obrzędami i tańcami. Na Mazowszu i Podlasiu obrzęd nazywany był kupałnocką, na Mazurach i Warmii palinocką. Na wschodniej słowiańszczyźnie zwany jest kupałą (błr. kupało ognisko, kupec tleć), inne. niemieckie Johannisfeuer ognie świętojańskie, norweskie St. Hansbål.